# 高安 (斑鳩町)
高安（たかやす）は、奈良県生駒郡斑鳩町内の地名。町の東端、富雄川の東側とJR大和路線に挟まれた地域。 住所表示では、高安1丁目 - 2丁目、大字高安（〒636-0104）および高安西1丁目（〒636-0106）となる。
法隆寺などの観光スポットや鉄道駅・幹線道路からは離れており、辺りはのどかな田園風景が広がる。

## 地理
高安地区北東部の高安1丁目あたりは、かつての惣村型環濠集落だった場所で、かつての環濠は現在はコンクリートで固められた水路になっている。環濠の内側は、勝林寺を中心として集落を形成し、狭い路地が入り組んでおり、中世環濠集落の面影をとどめている。集落の東はずれ、大字高安に天満宮がある。
集落南はずれの一帯、高安2丁目あたりは住宅はまばらで、地内に法隆寺国際高校（旧斑鳩高校）がある。
富雄川を挟んで西側が高安西1丁目となる。両側を結ぶ「業平橋」が架かっている。下流側には「新業平橋」が架かっており、西側は旧奈良街道と繋がっている。

### 交通
- 奈良県道108号大和郡山広陵線
- 奈良交通バス
  - 法隆寺国際高校停留所

### 地域内の主な施設・旧跡等
- 高安天満神社
通称「天満宮」。高安集落の鎮守であるが、創建年代は不詳。 祭神は菅原道真。境内社に在原神社があり、祭神は在原業平である。
- 勝林寺
融通念仏宗の仏教寺院で、山号は観喜山。高安集落の中央に所在するが、外見・規模は一般の住宅と変わらず、山号・寺号の札がなければ見落としてしまいそうである。本尊は平安時代中期の作といわれる木造薬師如来坐像で、国の重要文化財に指定されている。本尊以外にも木造十一面観音立像と木造聖観音立像があり、いずれも国の重要文化財である。（以上の3体は奈良国立博物館に寄託されている）。他に木造大日如来坐像があり、これはかつて高安天満神社に隣接していた「大日堂」の本尊であり、鎌倉時代の作といわれている。戦国時代末期に松永久秀が信貴山城の出城として築いた高安城の鎮護のために建立したとされる。明治時代初期に安堵町にあった高安寺（現在は廃寺）の本尊などを移転した。高安寺の扁額が掲げられている。
- 法隆寺国際高校

- 太平化学産業（株） 奈良工場

富雄川（新業平橋から業平橋方向を撮影）
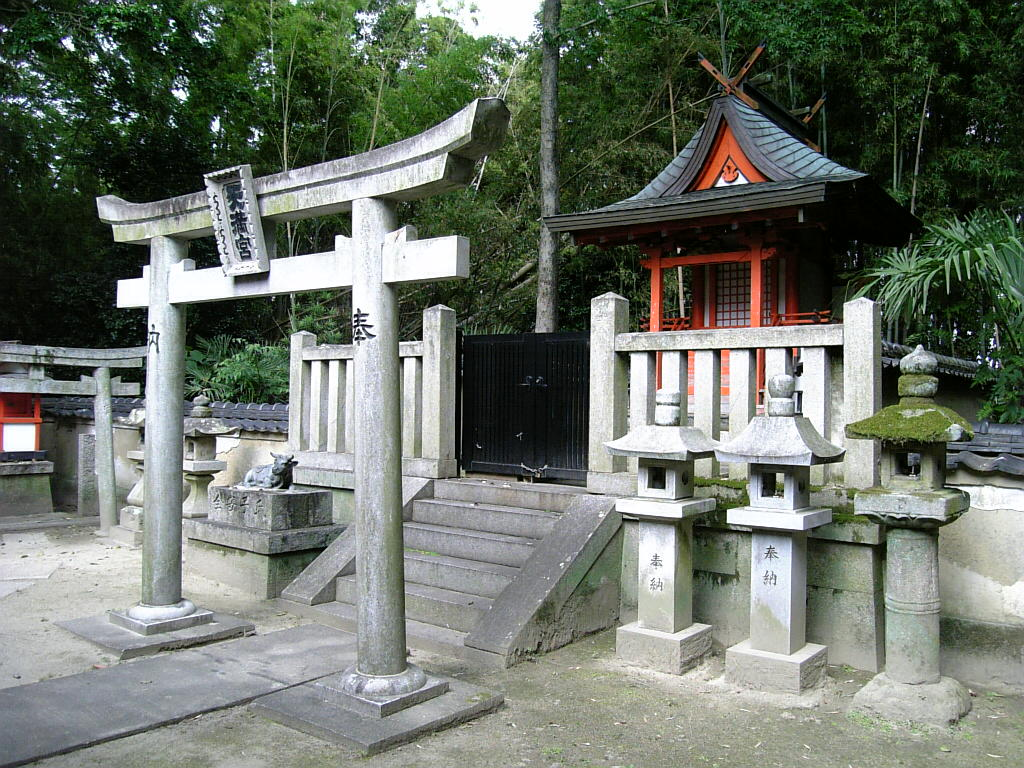
高安天満神社（大字高安）
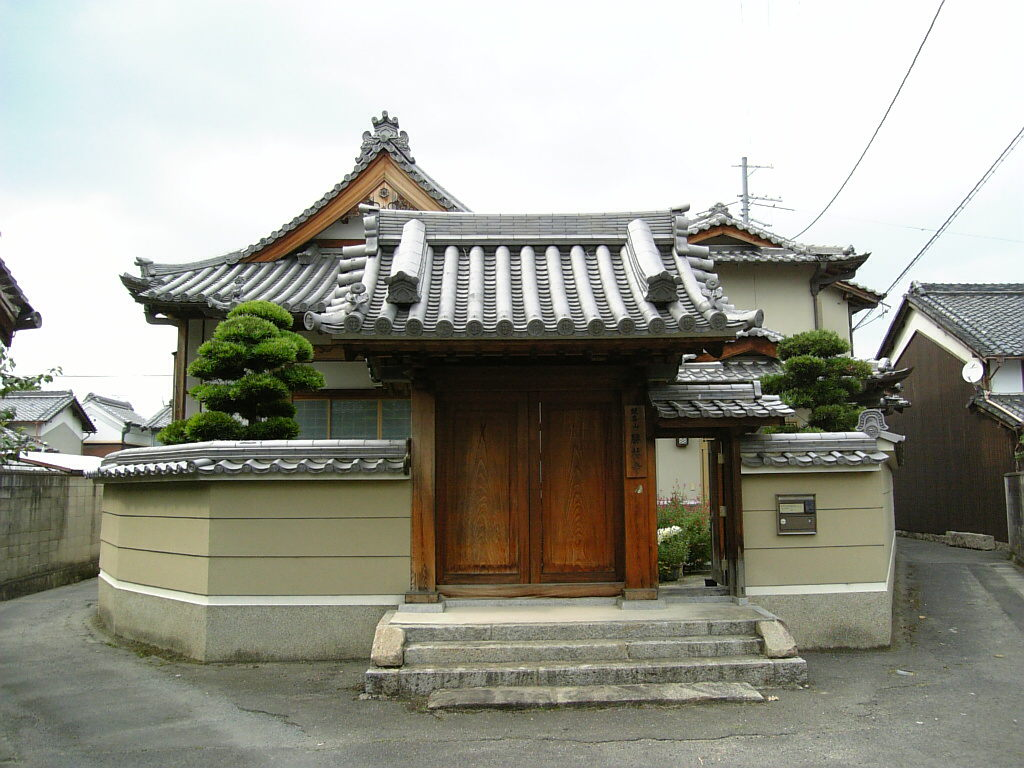
勝林寺（高安1丁目）
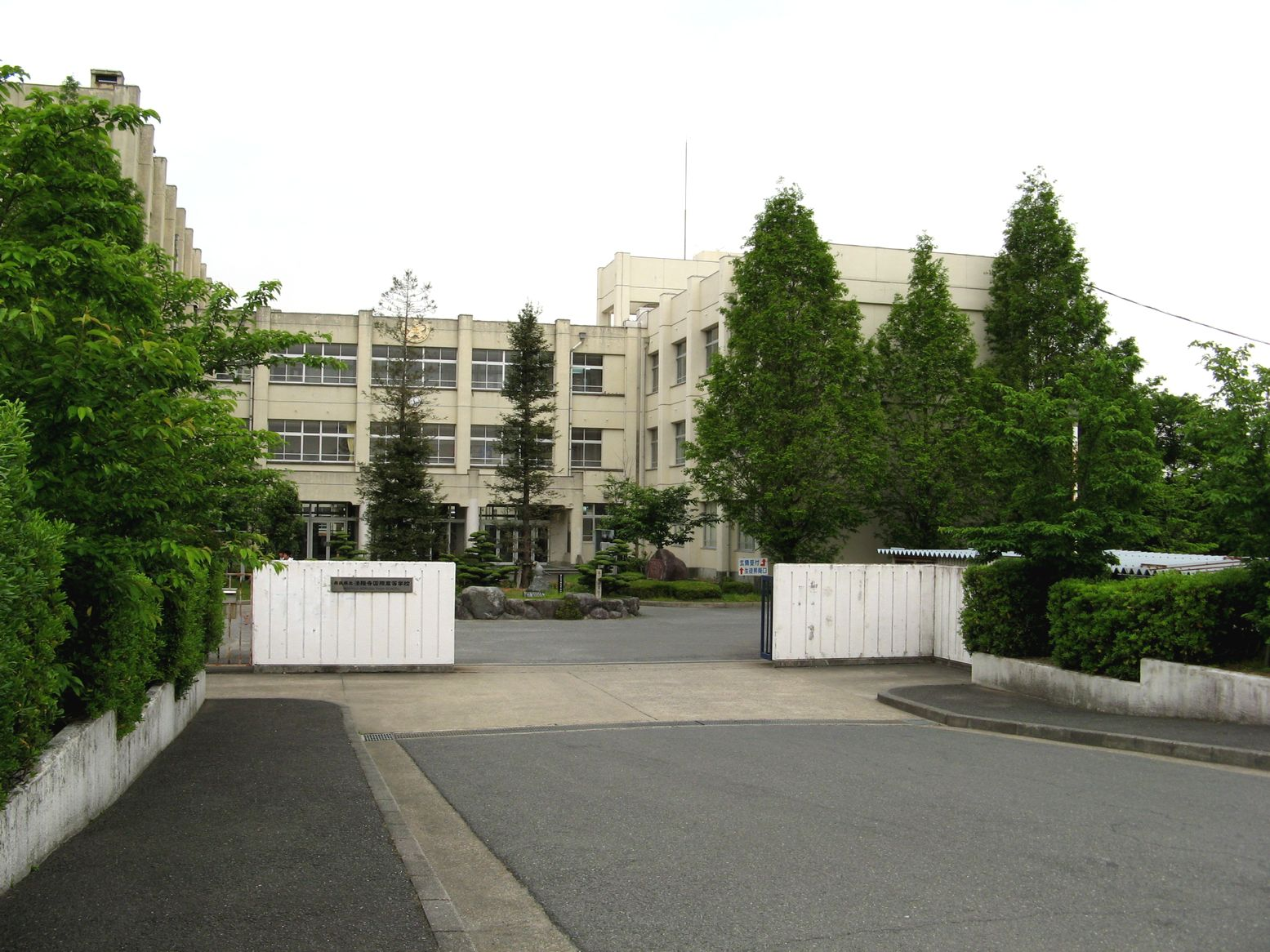
法隆寺国際高校（高安2丁目）

## 歴史
この辺りは、飛鳥時代には法隆寺と飛鳥京を結ぶ道（筋違道）と難波津・四天王寺からの道（竜田越）と交わっていたとされている。 
これらの街道は聖徳太子が頻繁に行き来していたことから、後にこれらの道は「太子道」とよばれるようになった。
筋違道は、当地から橿原市新ノ口付近に至る約13.5kmの街道であり、中世以降は「法隆寺街道」ともいわれた。
竜田越は「業平道」とも呼ばれ、天理市から大和郡山市、当地を経由して八尾市の高安に至る道筋といわれており、在原業平の『業平の高安通い』伝説に関連しているといわれる。
平安時代初期にはすでに集落が形成されていたようである。旧くから法隆寺とは深い関係があり、在郷農民が法隆寺に田畑を寄進しており、地内の田畑の多くが法隆寺の所有であった。土豪や守護の直接の支配を受けていなかったが、戦国時代になると、勢力を拡大した筒井氏の勢力圏に含まれるようになり、筒井氏に護衛を依頼したり、法隆寺がらみの紛争の仲介を行なったりする関係となった。
その後、勢力の衰えた筒井氏に替わって松永久秀の支配下に取り込まれる。

## 伝説
高安は、古くは「富の小川村」とよばれていたと伝えられている。もともと富雄川は「富の小川」とよばれ、村の東側を流れていたという。　
平安時代の歌人・在原業平が自宅のある櫟本（現：天理市）から河内国一宮に参拝し、河内国高安郡（現：八尾市）の神立茶屋辻にいる恋人のところへ通った際の通り道だったため、村の美人たちは業平に連れて行かれるというので、顔に鍋墨を塗ってわざと醜くしたという伝説がある。のちに村人は業平のことを忘れないように地名を高安村と改めたという。 業平の通った道は「業平道」と呼ばれるようになり、富雄川に架かる橋は業平にちなんで「業平橋」と名づけられた。